# VAMPIRE SAGA
『VAMPIRE SAGA』（ヴァンパイア サーガ）は、日本のバンドDの通算6枚目のスタジオ・アルバムである。発売元はavex trax。

## 概要
- メジャー3枚目のアルバム。
- ボーナストラック付きのTYPE C、「Der König der Dunkelheit」のビデオクリップを収録したDVD付のTYPE B、6曲入りカップリングベストが付いたTYPE A（2011年3月9日発売）の三種リリース。TYPE B・TYPE Aにはジャケットサイズステッカー（全6種。ランダム封入) ・全国共通握手券封入。

## 収録曲

### DISC1
1. 無垢なる薔薇の祈り[3:33]
(作詞・作曲：ASAGI)
2. In the name of justice[3:42]
(作詞・作曲：ASAGI)
メジャー8thシングル
3. Underground road[3:20]
(作詞・作曲：ASAGI)
4. DAY WALKER[3:42]
(作詞・作曲：ASAGI)
5. 翠緑の翼[5:04]
(作詞：ASAGI / 作曲：HIDE-ZOU)
6. 月と海の誓約[3:55]
(作詞：ASAGI / 作曲：Ruiza)
7. 愛は棺の中に[5:15]
(作詞：ASAGI / 作曲：Tsunehito)
8. 赤き羊による晩餐会[4:18]
(作詞・作曲：ASAGI)
メジャー7thシングル
9. 太古の牙 (Instrumental)[2:13]
10. Desert Warrior[2:17]
(作詞：ASAGI / 作曲：ASAGI、HIROKI)
11. Quartet〜真夜中の四重奏〜[4:39]
(作詞：ASAGI / 作曲：Tsunehito)
12. Black Swan[3:24]
(作詞・作曲：ASAGI)
13. Der König der Dunkelheit[6:42]
(作詞・作曲：ASAGI)
DVD付き限定版にはこの曲のPVが収録された。
14. Silver acorn bullet (ボーナストラック)[3:48]
(作詞・作曲：ASAGI)
TYPE Cの通常版のみ収録

### DISC2 D Major CW BEST〜VAMPIRE CONSEPT SELECTION〜（TYPE Aのみ）
1. Bloodberry[4:25]
(作詞・作曲：ASAGI)
2. what is Going On with The Human[4:22]
(作詞・作曲：ASAGI)
3. Lapis lazuli〜君を思うほど僕は欲しくなる〜[3:51]
(作詞：ASAGI / 作曲：Ruiza)
4. Kの氷奏曲[3:48]
(作詞：ASAGI / 作曲：Ruiza)
5. ひび割れた柘榴石[5:52]
(作詞：ASAGI / 作曲：Tsunehito)
6. Snow White〜Another gift〜[4:07]
(作詞・作曲：ASAGI)

### DVD（TYPE Bのみ）
1. Der König der Dunkelheit (Music Video)
  - PV監督は野田智雄。